# (5675) Evgenilebedev
(5675) Evgenilebedev (1986 RY5) – planetoida z pasa głównego asteroid okrążająca Słońce w ciągu 3,64 lat w średniej odległości 2,37 j.a. Odkryta 7 września 1986 roku.